# Stefan Joho
Stefan Joho (Bremgarten, Argòvia, 4 de setembre de 1963) és un ciclista suís, ja retirat, que fou professional entre 1986 i 1992.
Com a ciclista amateur va prendre part als Jocs Olímpics d'Estiu de 1984 a Los Angeles. Com a professional destaquen dues victòries d'etapa al Giro d'Itàlia, el 1988 i 1989, dues a la Volta a Suïssa, dues al Tour de Romandia i una a la Volta a Catalunya de 1987.
Del 2009 al 2011 va dirigir la selecció suïssa de ciclisme en ruta sub23.

## Palmarès
- 1985
  - 1r al Gran Premi de Chiasso
- 1986
  - 1r al Tour del Nord-oest
  - 1r a la Volta a Aragó i vencedor de 3 etapes
  - Vencedor d'una etapa del Tour de Romandia
  - Vencedor d'una etapa de la Volta a Andalusia
  - Vencedor d'una etapa del Tour del Llemosí
- 1987
  - Vencedor d'una etapa del Tour de Romandia
  - Vencedor d'una etapa de la Volta a Catalunya
- 1988
  - 1r al Giro de Romanya
  - Vencedor d'una etapa al Giro d'Itàlia
  - Vencedor de 2 etapes de la Volta a Suïssa
- 1989
  - 1r al Gran Premi Pino Cerami
  - Vencedor d'una etapa al Giro d'Itàlia
- 1990
  - 1r al Gran Premi de la Indústria i el Comerç de Prato
  - 1r a la Schwanenbrau Cup i vencedor d'una etapa
  - 1r al Giro de les Sis Comunes
  - Vencedor d'una etapa de la Volta a Bèlgica
- 1991
  - Vencedor d'una etapa de la Volta a Burgos
  - 1r als Sis dies de Zuric, amb Werner Stutz

### Resultats al Giro d'Itàlia
- 1988. Abandona (18a etapa). Vencedor d'una etapa
- 1989. Abandona (20a etapa). Vencedor d'una etapa
- 1990. 74è de la classificació general

### Resultats al Tour de França
- 1987. Fora de control (3 etapa)